# Voeglood

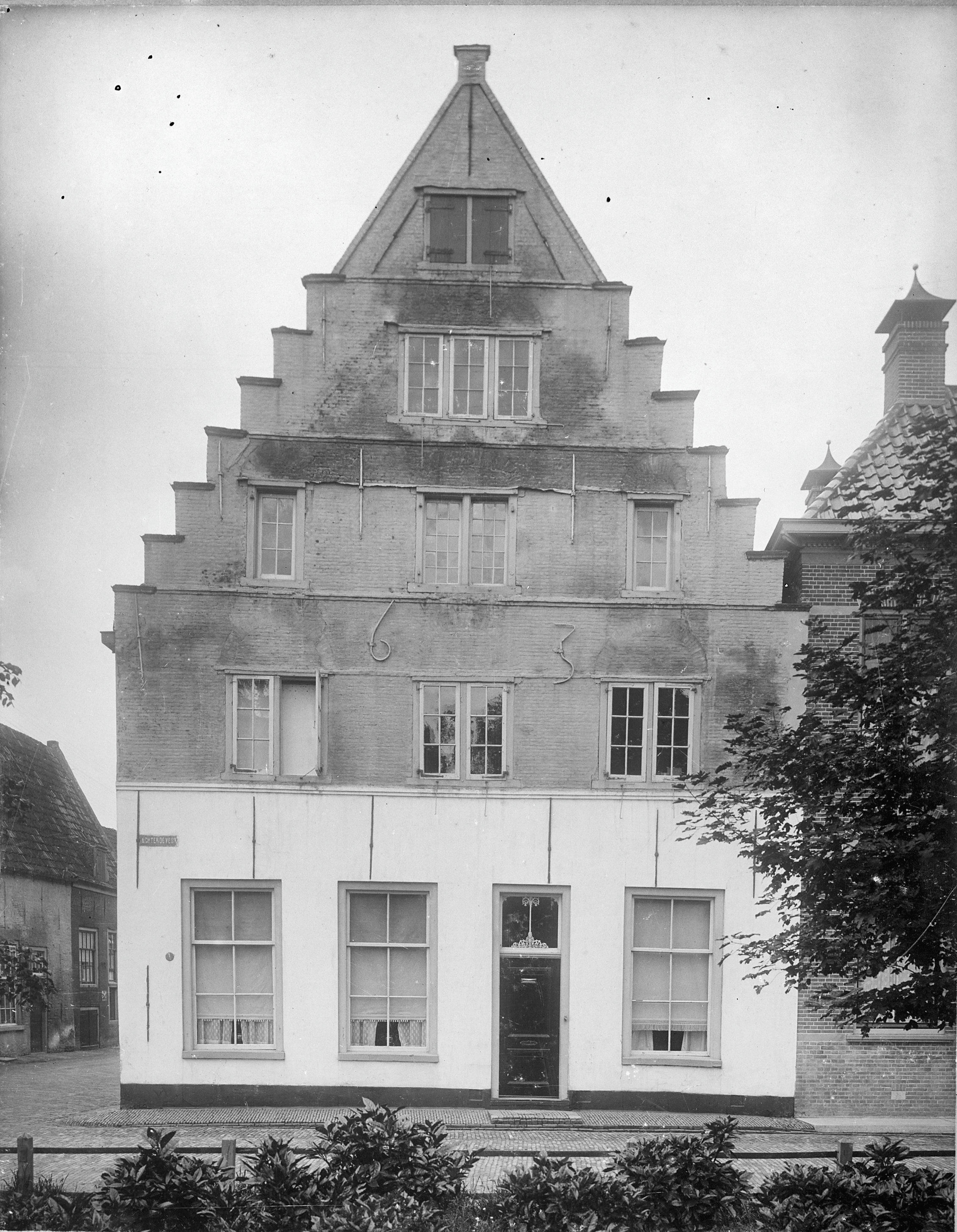
Achtergevel (aan de Achter de Vest) van het VOC-pakhuis aan Onder de Boompjes 22 in Hoorn (Noord-Holland)

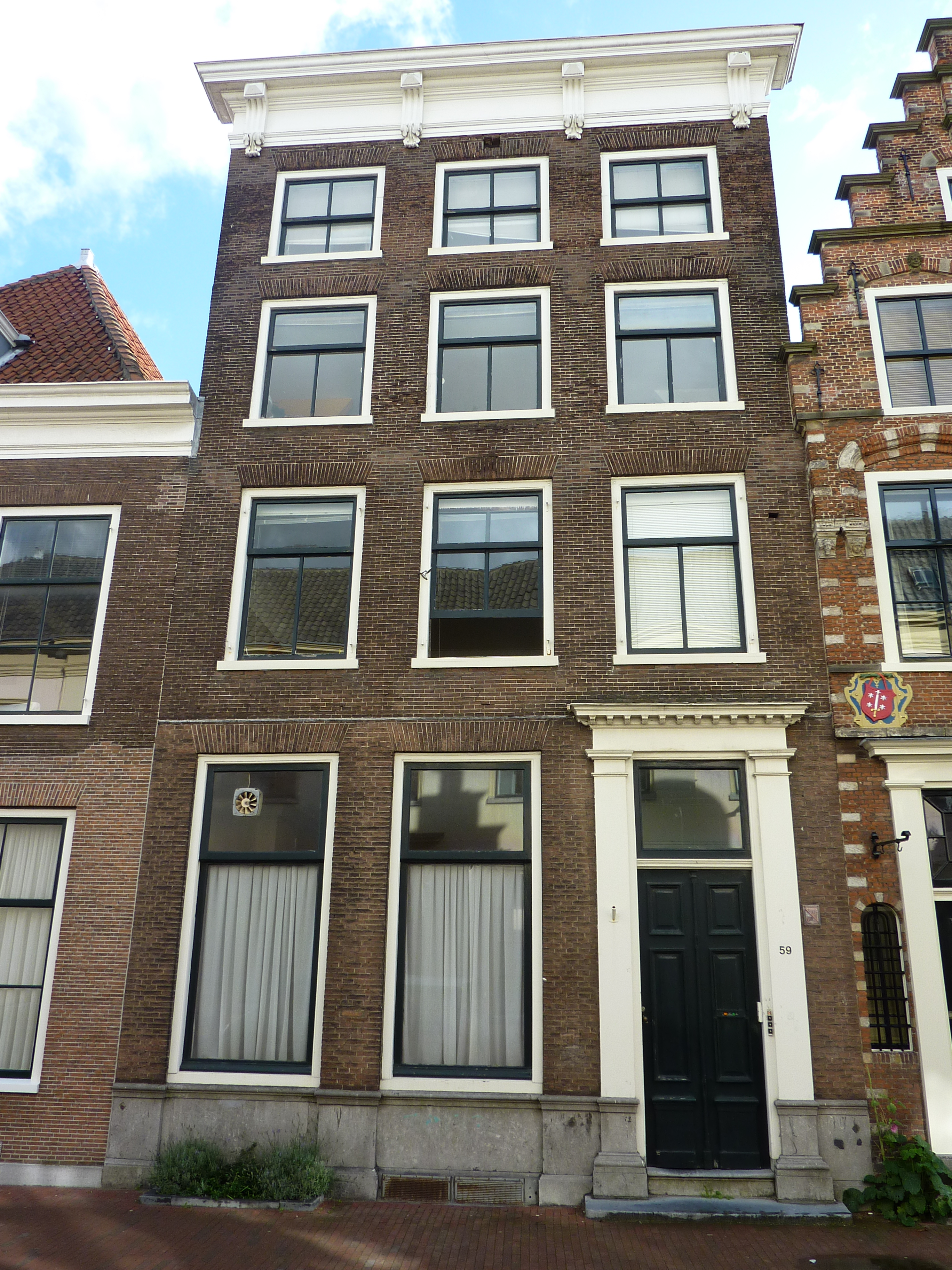
Voorgevel van het pand Sint Jansstraat 59 in Haarlem

Voeglood is een term die in de bouw toegepast wordt op twee verschillende loodslabben. Een hiervan is een meer historische en enigszins lokale vorm van bladlood, welke in een muur geplaatst werd. Deze methode werd in een groot gebied rondom (de invloedssferen van) Amsterdam toegepast. De moderne manier is bedoeld voor het waterdicht maken van aansluitingen zoals schoorstenen, dakkapellen en andere bouwkundige onderdelen die niet perfect aansluiten aan het grotere bouwvolume. Hierbij ligt het lood vaak (groten)deels open en bloot in de buitenlucht, terwijl het historische voeglood juist grotendeels in de muur is aangebracht. Beide vormen van waterdicht maken van bouwwerken werden en worden aangeduid als voeglood.
Deze manier om inregenen te beperken werd gebruikt naast het bouwen op vlucht. Het voeglood verloor aan gebruik na de opkomst van cement.

## Geschiedenis
Wanneer voeglood voor het eerst werd toegepast is niet bekend. Het wordt voor het eerst genoemd in 1850 in het boek Handleiding tot de kennis der burgerlijke en militaire bouwkunst. Dit type voeglood (gebruik in een enkele muur en dus niet tussen bouwdelen) komt vooral voor tussen de lijn Amsterdam en Utrecht. Enkele voorbeelden zijn wel hierbuiten te vinden, zoals in Kampen, Den Haag (achtergevel van het Logement van Amsterdam), Harlingen en drie van de West-Friese steden. Het gebruik komt vooral voor vanaf de late 17e tot in de vroege 19e eeuw. Eerdere voorbeelden komen wel voor, zoals de Lutherse Kerk (1632-33) aan het Singel in Amsterdam en de achtergevel van het Oost-Indisch Pakhuis in Hoorn (1631). Maar mogelijk is het voeglood tussen de ophoging en de onderbouw van het Statencollege in Leiden met het bouwjaar 1620 net ouder.
Na 1900 neemt toepassing weer toe, al gaat het dan waarschijnlijk om toepassing als spouwlood. Vergelijkbaar met het voeglood in de gevels van het Gemeenlandshuis in Diemen, uit 1726.

## Toepassingen
Voeglood werd toegepast over de volle breedte in een lintvoeg van enkelsteens-, maar ook van spouwmuren. Bij de laatste wordt het dan echter spouwlood genoemd. Meestal werd voeglood in gevels tussen verdiepingen geplaatst. Het kan om voor-, zij- en achtergevels gaan. Bij uitzondering werd voeglood niet over de volle breedte van een gevel geplaatst en hield het enkel stenen voor de hoek van het pand op.
Plaatsing van het voeglood een tot enkele lagen boven een rollaag of strek was het meest gebruikelijk, in het geval dat er vensteropeningen aanwezig zijn in de betreffende gevel. Maar, ter hoogte van de verdiepingsvloer of direct op kozijnen kwam ook voor. Niet zelden is het dan ook in op dezelfde plek als de veer van een muuranker aangebracht. Het voeglood moet voorkomen dat water, dat eventueel in en spouwmuur doordringt, naar lagergelegen verdiepingen kan zakken. Panden van meerdere verdiepingen met meerdere lagen voeglood komen dan ook veelvuldig voor. Voeglood werd (vrijwel) niet in blinde gevels toegepast en komt ook minder voor in gevels die op het Oosten gericht zijn.
Voeglood komt voor bij gevels van een bouwlaag hoog, tot en met gevels van zes bouwlagen hoog. Meestal werd er één lijn voeglood toegepast tot panden van drie bouwlagen hoog. Dit geldt bij zowel topgevels als lijstgevels van twee en drie bouwlagen. Bij topgevels van een of twee bouwlagen, werd het lood het meest toegepast ter hoogte van de zoldervloer. Toch zijn er ook enkele gevels waarbij het lood boven het zoldervenster werd toegepast. Bij gevels met drie bouwlagen werd er meestal een lijn boven het verdiepingsvenster geplaatst. Een enkel lijn boven de vensters op de begane grond, of de tweede verdieping komt zelden voor. Bij panden met vier of meer bouwlagen, werden meestal ook meerdere lijnen voeglood toegepast.
Meestal werd lood in een rechte lijn aangebracht. Bij enkele situaties is bekend dat het verspringend is geplaatst. Een voorbeeld daarvan is het raadhuis van Edam, waar de loodlijn ook over de risaliet en de pilasters is aangebracht. In Huis Doornburgh verspringt het voeglood 33 lagen, van de onderzijde van de vensters op de begane grond naar het niveau waar de vloer van de opkamer zich bevindt.

## Afbeeldingen
Hieronder een (willekeurig en incompleet) overzicht van panden met voeglood in een of meer gevels.

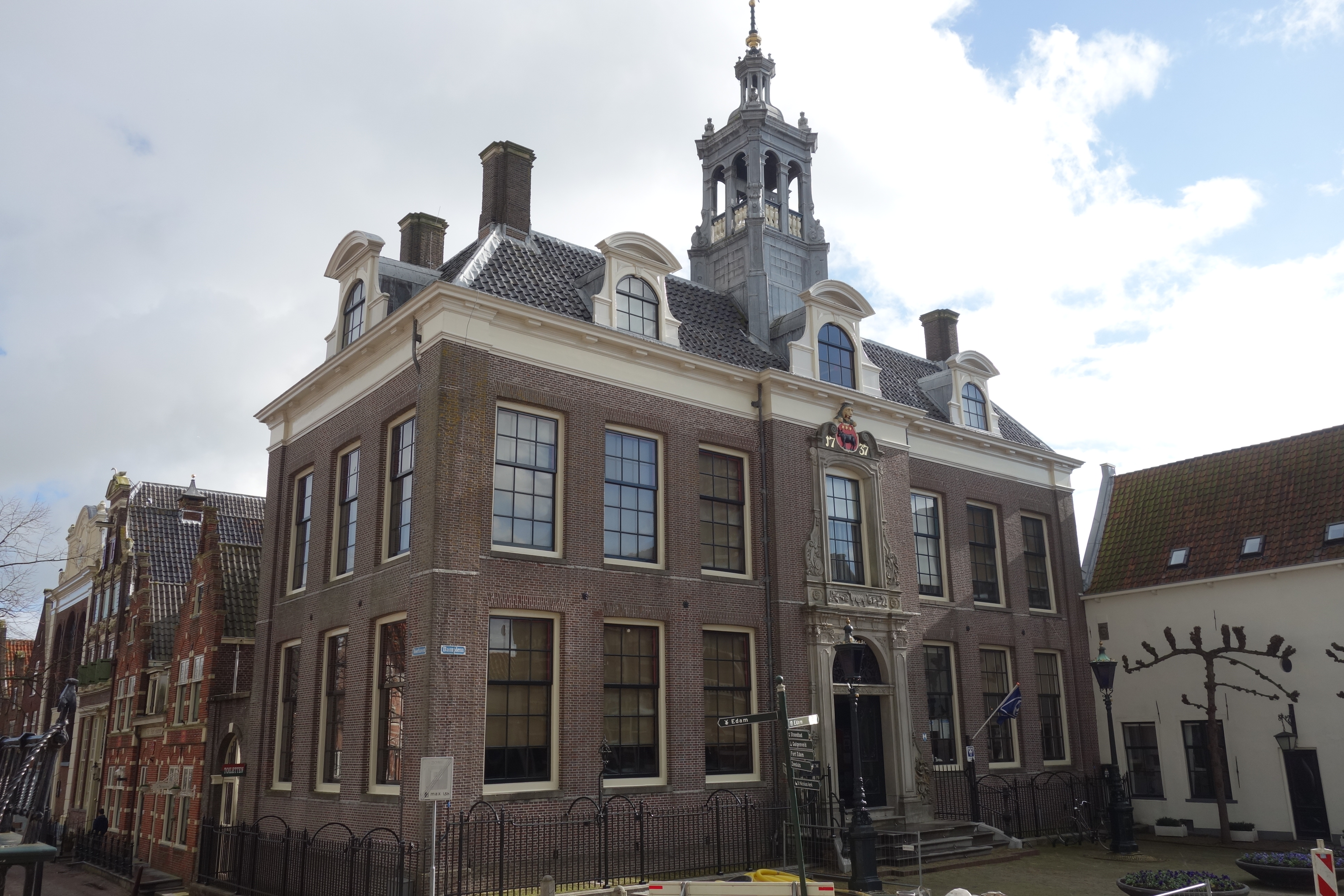
Raadhuis van Edam, aan de onderzijde van de lekdorpels
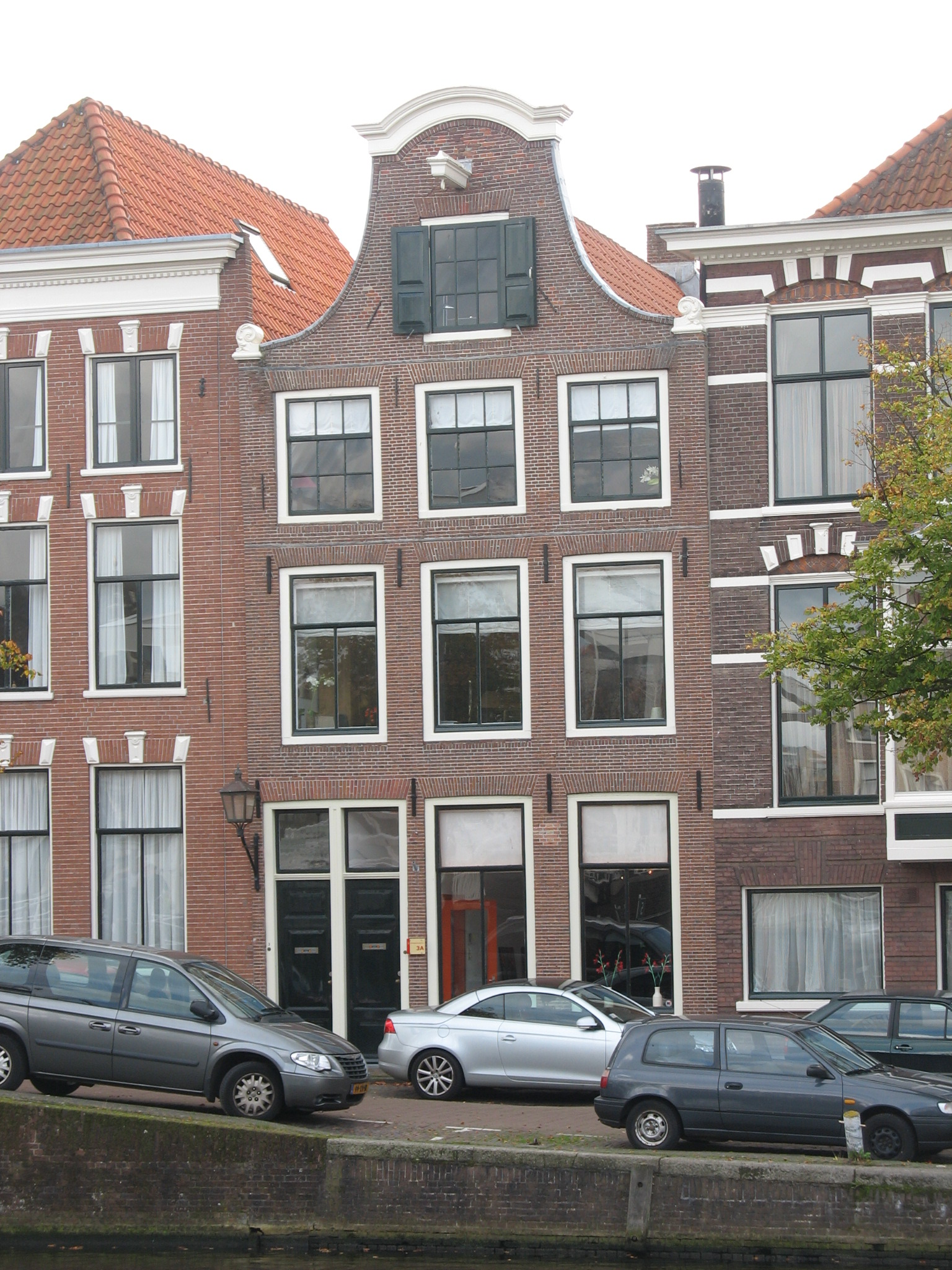
Spaarne 3 heeft meerdere loodlijnen
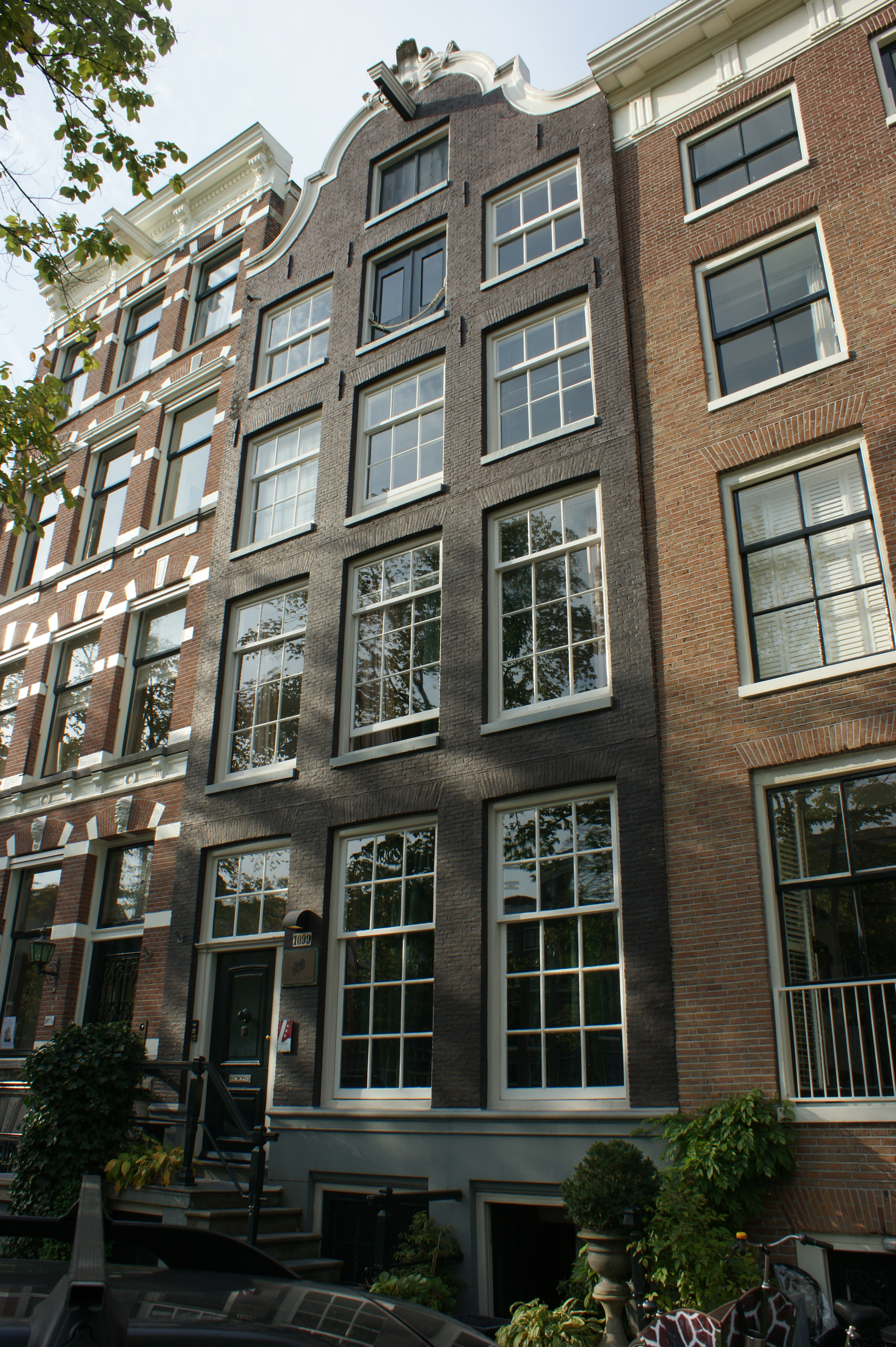
Prinsengracht 1099 heeft voeglood boven elke bouwlaag